# Золотово (Ленінградська область)
Золотово (рос. Золотово) — присілок Бокситогорського району Ленінградської області Росії. Входить до складу Борського сільського поселення.
Населення — 14 осіб (2012 рік). 